# Siikosaari (ö i Birkaland, Tammerfors, lat 61,35, long 23,55)
Siikosaari är en ö i Finland. Den ligger i sjön Pyhäjärvi och i kommunen Vesilax i den ekonomiska regionen Tammerfors och landskapet Birkaland, i den södra delen av landet, 150 km nordväst om huvudstaden Helsingfors. Öns area är 2,8 hektar och dess största längd är 330 meter i öst-västlig riktning.